# Roberto De Zerbi
Roberto De Zerbi (Brescia, 6 juni 1979) is een Italiaans voormalig voetballer en huidig voetbaltrainer die doorgaans speelde als aanvallende middenvelder. Tussen 1998 en 2013 was hij actief voor AC Milan, Monza, Padova, Como, opnieuw Padova, Avellino, Salernitana, Lecce, Foggia, Arezzo, Catania, Napoli, Brescia, opnieuw Avellino, CFR Cluj en Trento. De Zerbi werd na zijn loopbaan als voetballer trainer en werd in juni 2024 aangesteld bij Olympique Marseille.

## Clubcarrière
De Zerbi speelde in de jeugd van AC Milan. Die club verhuurde hem achtereenvolgens aan Monza, Padova, Como, opnieuw Padova en Avellino. In de zomer van 2001 werd de helft van zijn rechten verkocht aan Salernitana, dat hem direct verhuurde aan Lecce. Na een seizoen bij die club besloot AC Milan de helft van de rechten weer terug te kopen, waarop hij verkocht werd aan Foggia. Bij Foggia speelde De Zerbi een belangrijke rol in de promotie vanuit de Serie C2 naar de Serie C1. Na een seizoen op dat niveau werd de aanvallende middenvelder overgenomen door Arezzo en via een jaartje bij Catania nam Napoli hem over. Met de Napolitaanse club promoveerde hij van de Serie B naar de Serie A, waar zijn speeltijd afnam. Brescia huurde hem in januari 2008 en een halfjaar later ging De Zerbi voor de tweede maal in zijn carrière op huurbasis voor Avellino spelen. Toen CFR Cluj hem huurde in februari 2010 ging de middenvelder voor het eerst buiten Italië spelen en na een half seizoen nam de Roemeense club hem definitief over. Bij Cluj won hij tweemaal het landskampioenschap en eenmaal de Roemeense beker. Aan het einde van het seizoen 2011/12 ging hij met pensioen, maar in 2013 speelde hij nog een half seizoen voor Trento.

## Clubstatistieken
| Seizoen | Club        | Competitie | Competitie | Competitie | Beker | Beker | Internationaal | Internationaal | Totaal | Totaal |
| Seizoen | Club        | Competitie | Wed.       | Dlp.       | Wed.  | Dlp.  | Wed.           | Dlp.           | Wed.   | Dlp.   |
| ------- | ----------- | ---------- | ---------- | ---------- | ----- | ----- | -------------- | -------------- | ------ | ------ |
| 1997/98 | AC Milan    | Serie A    | 0          | 0          | 0     | 0     | 0              | 0              | 0      | 0      |
| 1998/99 | → Monza     | Serie B    | 9          | 0          | 0     | 0     | —              | —              | 9      | 0      |
| 1998/99 | → Padova    | Serie C2   | 11         | 2          | 0     | 0     | —              | —              | 11     | 2      |
| 1999/00 | → Como      | Serie C1   | 6          | 0          | 1     | 0     | —              | —              | 7      | 0      |
| 1999/00 | → Padova    | Serie C2   | 12         | 3          | 0     | 0     | —              | —              | 12     | 3      |
| 2000/01 | → Avellino  | Serie C1   | 6          | 0          | 0     | 0     | —              | —              | 6      | 0      |
| 2001/02 | Salernitana | Serie B    | —          | —          | —     | —     | —              | —              | 0      | 0      |
| 2001/02 | → Lecco     | Serie C1   | 7          | 0          | 0     | 0     | —              | —              | 7      | 0      |
| 2001/02 | Foggia      | Serie C2   | 11         | 3          | 0     | 0     | —              | —              | 11     | 3      |
| 2002/03 | Foggia      | Serie C2   | 29         | 10         | 0     | 0     | —              | —              | 29     | 10     |
| 2003/04 | Foggia      | Serie C1   | 16         | 5          | 0     | 0     | —              | —              | 16     | 5      |
| 2004/05 | Arezzo      | Serie B    | 27         | 4          | 0     | 0     | —              | —              | 27     | 4      |
| 2005/06 | Catania     | Serie B    | 34         | 7          | 1     | 0     | —              | —              | 35     | 7      |
| 2006/07 | Napoli      | Serie B    | 30         | 3          | 4     | 0     | —              | —              | 34     | 3      |
| 2007/08 | Napoli      | Serie A    | 3          | 0          | 3     | 1     | —              | —              | 6      | 1      |
| 2007/08 | → Brescia   | Serie B    | 19         | 1          | 0     | 0     | —              | —              | 19     | 1      |
| 2008/09 | Napoli      | Serie A    | 0          | 0          | 0     | 0     | 2              | 0              | 2      | 0      |
| 2008/09 | → Avellino  | Serie B    | 15         | 5          | 0     | 0     | —              | —              | 15     | 5      |
| 2009/10 | Napoli      | Serie A    | 0          | 0          | 0     | 0     | —              | —              | 0      | 0      |
| 2009/10 | → CFR Cluj  | Liga 1     | 4          | 0          | 1     | 0     | 0              | 0              | 5      | 0      |
| 2010/11 | CFR Cluj    | Liga 1     | 8          | 5          | 1     | 0     | 5              | 0              | 14     | 5      |
| 2011/12 | CFR Cluj    | Liga 1     | 10         | 3          | 1     | 0     | —              | —              | 11     | 3      |
| 2012/13 | Trento      | Serie D    | 10         | 3          | 0     | 0     | —              | —              | 10     | 3      |
| Totaal  | Totaal      | Totaal     | 267        | 54         | 12    | 1     | 7              | 0              | 286    | 55     |

## Trainerscarrière
Een halfjaar nadat hij gestopt was als actief voetballer werd De Zerbi voor het eerst door een club aangesteld als hoofdtrainer. Darfo Boario, uitkomend in de Serie D nam hem onder contract. Aan het einde van zijn eerste seizoen werd hij benaderd door zijn oude club Foggia. In augustus 2016 werd hij na eenennegentig wedstrijden aan de kant gezet vanwege een verschil in inzicht over de transferstrategie van de club. Na ruim twee weken vond De Zerbi een nieuwe werkgever, toen hij werd aangesteld door Palermo. Hier coachte hij dertien wedstrijden, waarvan er maar één gewonnen werd. Na een reeks van zeven nederlagen op rij werd hij aan de kant geschoven. Met in totaal vijf trainers zou Palermo er dat seizoen alsnog in weten te blijven.
Na bijna een jaar zonder club werd hij trainer van het naar de Serie A gepromoveerde Benevento. Aan het einde van het seizoen degradeerde de club weer, maar De Zerbi kreeg complimenten over het spel van zijn team. Ondanks de degradatie bleef De Zerbi wel op het hoogste niveau actief, bij Sassuolo. Hier plaatste hij zich bijna voor de Conference League in het seizoen 2020/21, maar op doelsaldo moest de club AS Roma laten voorgaan. Dit zou het eerste Europese voetbal in de clubgeschiedenis zijn geweest. In mei 2021 kondigde De Zerbi aan om Sassuolo na drie seizoenen te gaan verlaten. Acht dagen na deze bekendmaking tekende hij een contract voor twee seizoenen bij Sjachtar Donetsk.
Na een onafgemaakt seizoen als gevolg van de Russische invasie van Oekraïne tekende hij in september 2022 een contract bij Brighton & Hove Albion. Met Brighton plaatste hij zich voor het eerst in de clubgeschiedenis voor Europees voetbal door op de zevende plek in de Premier League te eindigen. In de UEFA Europa League was dat jaar erop AS Roma te sterk in de achtste finales. Het seizoen 2023/24 werd beëindigd op een elfde plek in de Premier League. In mei 2024 besloten De Zerbi en Brighton uit elkaar te gaan. Een maand later vond hij in Olympique Marseille een nieuwe werkgever.

## Erelijst
| Competitie            |            |                  |            |            |
| Competitie            | Aantal     | Jaren            |            |            |
| Als speler            | Als speler | Als speler       | Als speler | Als speler |
| CFR Cluj              | CFR Cluj   | CFR Cluj         | CFR Cluj   | CFR Cluj   |
| --------------------- | ---------- | ---------------- | ---------- | ---------- |
| Liga 1                | 2          | 2009/10, 2011/12 |            |            |
| Cupa României         | 1          | 2009/10          |            |            |
| Als trainer           |            |                  |            |            |
| Foggia                |            |                  |            |            |
| Coppa Italia Lega Pro | 1          | 2015/16          |            |            |